# Atrococcus saxatilis
Atrococcus saxatilis är en insektsart som först beskrevs av Ter-grigorian 1964.  Atrococcus saxatilis ingår i släktet Atrococcus och familjen ullsköldlöss.
Artens utbredningsområde är Armenien. Inga underarter finns listade i Catalogue of Life.